# كريستيان أمير الدنمارك
كريستيان، ولي عهد الدنمارك (بالدنماركية: Prins Christian)‏ كونت مونبيزات ري (كريستيان فالديمار هنري جون)، (15 أكتوبر 2005) ، هو الوريث الواضح للعرش الدنماركي. وهو الابن الأكبر للملك فريدريك العاشر والملكة ماري. وُلِد في عهد جدته لأبيه الملكة مارغريت الثانية. أصبح ولي عهد الدنمارك بعد تنازل جدته عن العرش في 14 يناير 2024.
,

## روابط خارجية
- كريستيان أمير الدنمارك على موقع IMDb (الإنجليزية)